# آدریان سیتارو
آدریان سیتارو (رومانیایی: Adrian Sitaru؛ ‏تلفظ رومانیایی: [adriˈan siˈtaru]؛ زادهٔ ۱۹۷۱ میلادی) کارگردان، تهیه‌کننده و بازیگر اهل رومانی است.
از فیلم‌هایی که وی در آن‌ها نقش داشته‌است، می‌توان به کارچاق‌کن و به‌دام‌افتاده اشاره نمود.